# Rossouw Loubser
Rossouw Loubser (Zuid-Afrika, 1 mei 1962) is een Zuid-Afrikaans golfprofessional, die actief was op de Sunshine Tour.

## Loopbaan
Voordat Loubser een golfprofessional werd, was hij een golfamateur en hij won een paar golftoernooien waaronder het Zuid-Afrikaans Amateur Kampioenschap.
In juni 2006 behaalde Loubser op de Sunshine Tour zijn eerste profzege door de Vodacom Origins of Golf Tour op de Selborne Country Club te winnen. Twee maanden later, in augustus 2006, behaalde hij zijn twee profzege door de Vodacom Origins of Golf Tour te winnen op de Bloemfontein Golf Club.

## Prestaties

### Amateur
- 2002: Zuid-Afrikaans Amateur Kampioenschap

### Professional
Sunshine Tour
| Nr. | Datum            | Toernooi                                        | Score        | Score | Info  |
| --- | ---------------- | ----------------------------------------------- | ------------ | ----- | ----- |
| 1   | 30 juni 2006     | Vodacom Origins of Golf Tour Kwazulu Natal      | 69+68+68=205 | –8    | [ 1 ] |
| 2   | 18 augustus 2006 | Vodacom Origins of Golf Tour at Bloemfontein GC | 68+66+68=202 | –14   | [ 2 ] |